# 墓めぐり

漫画家水木しげるの墓

墓めぐり（はかめぐり、英: Tombstone tourism, cemetery tourism）は、歴史上の偉人などの廟（霊廟）、マウソレウム、霊園、墓園、墓地、墓を巡り旅行する行為。日本では掃苔（そうたい）と呼ばれることがある。
墓を巡る人の呼称は、日本語では掃苔家、墓マイラー(文芸研究家のカジポン・マルコ・残月の造語)、英語ではgrave hunter、graver、taphophileなどがある。
墓を巡る目的は、偉人への表敬訪問のため(巡礼)、エピタフ（墓碑銘）に書かれた故人の詩を見るため、当時の字や歴史を知るため(拓本等の研究)、墓のデザインを鑑賞するためなど様々である。

## 概要

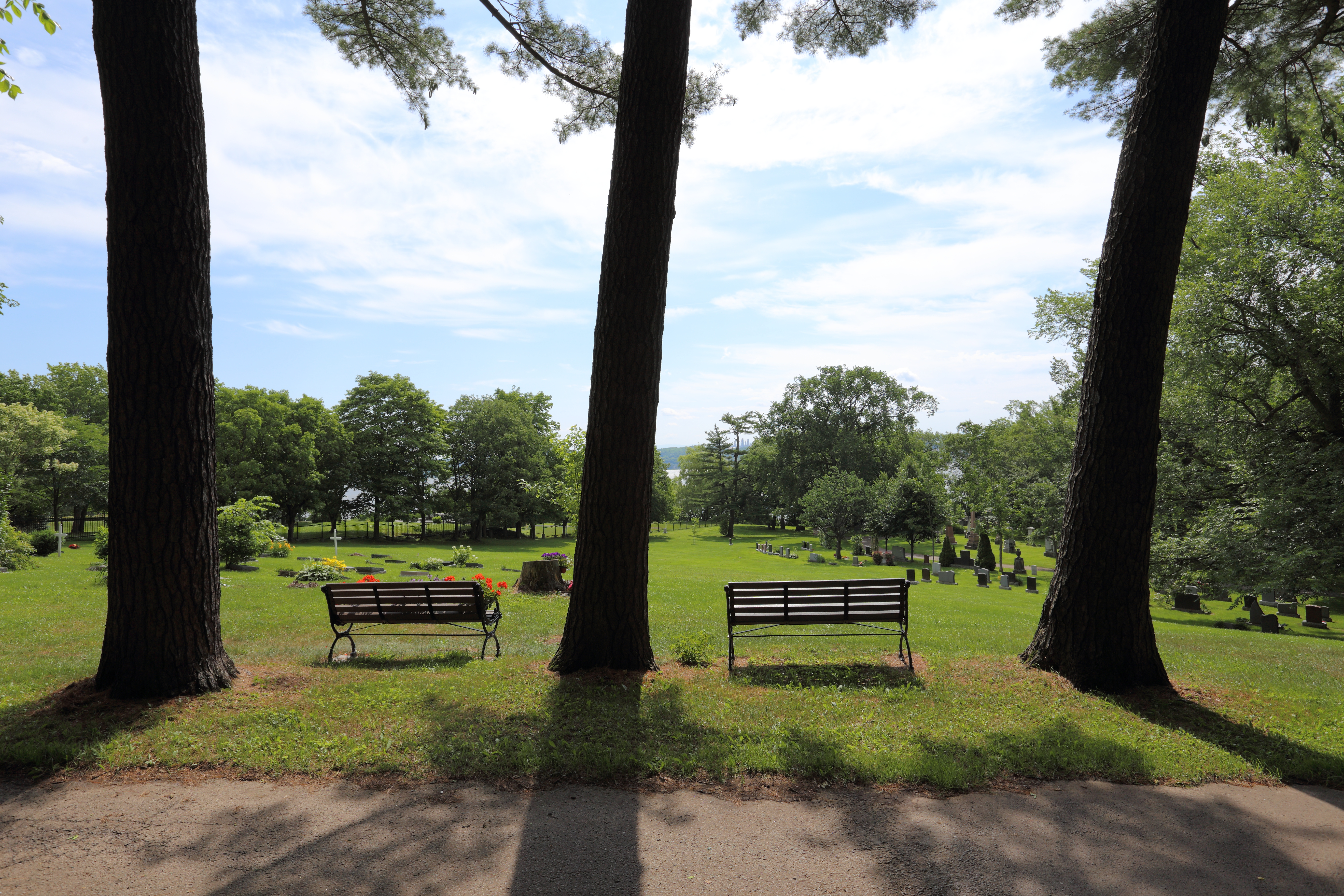
公園のように作られたガーデンセメタリー（もしくはルーラル〈農村〉セメタリー）の公共スペース

宗教的な聖地や寺院などの宗教施設、聖人ゆかりの場所を巡る巡礼は古代から行われてきた。19世紀頃のヨーロッパでは、庭園のようなガーデンセメタリーが登場し、訪問者が訪れやすい環境となっていった。そういった墓地で、特に有名なのはフランス・パリにあるペール・ラシェーズ墓地であり、多くの観光客が訪れている。

## 日本の墓めぐり

### 日本の「掃苔」文化

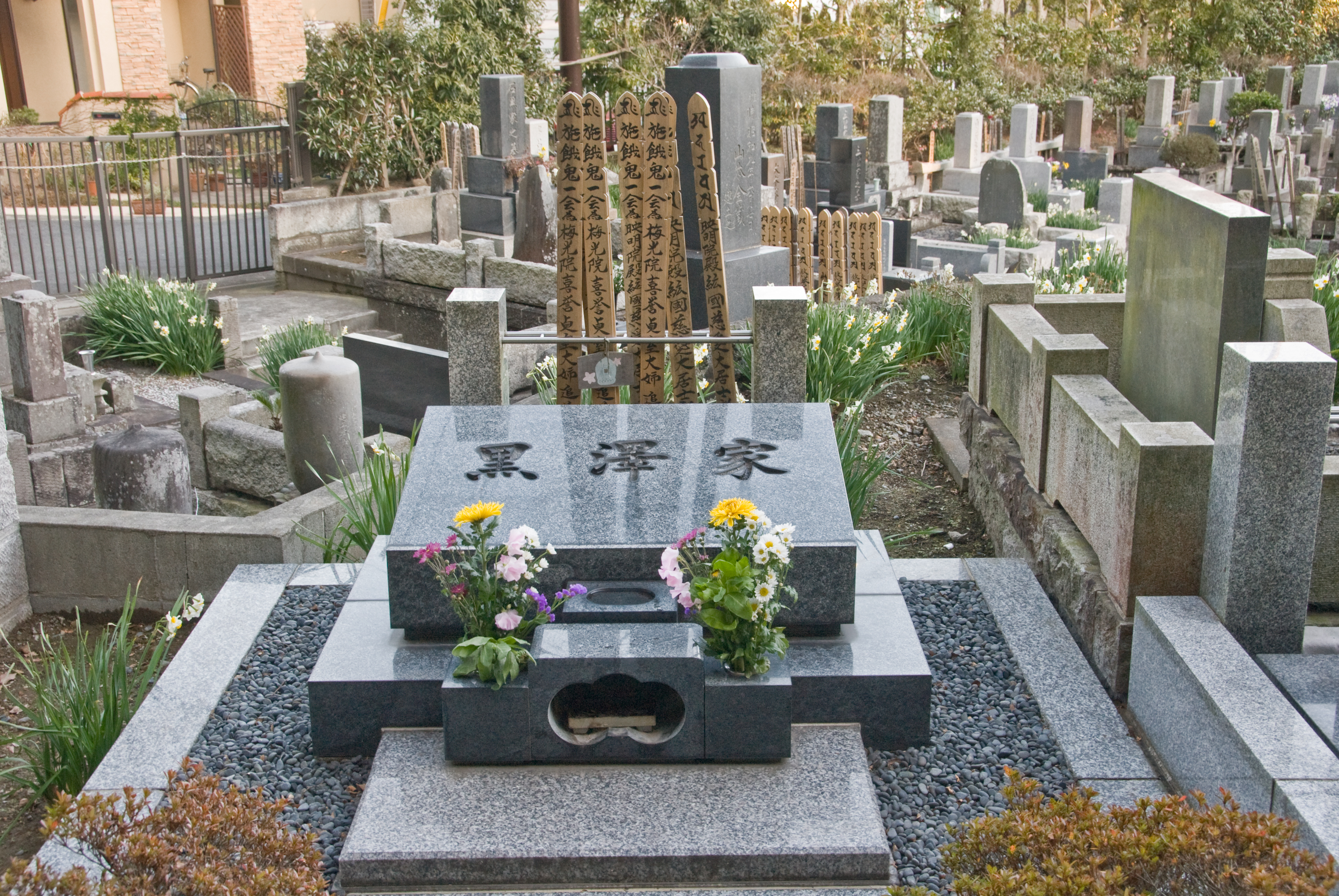
映画監督黒澤明の墓と板塔婆

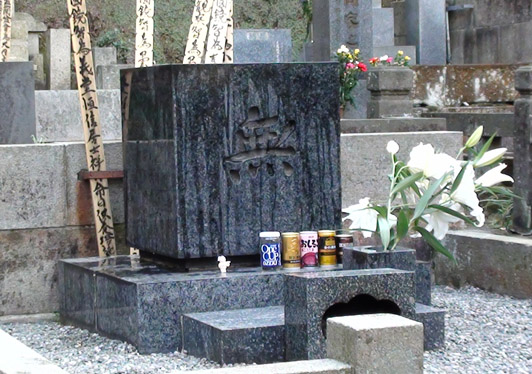
映画監督小津安二郎の墓

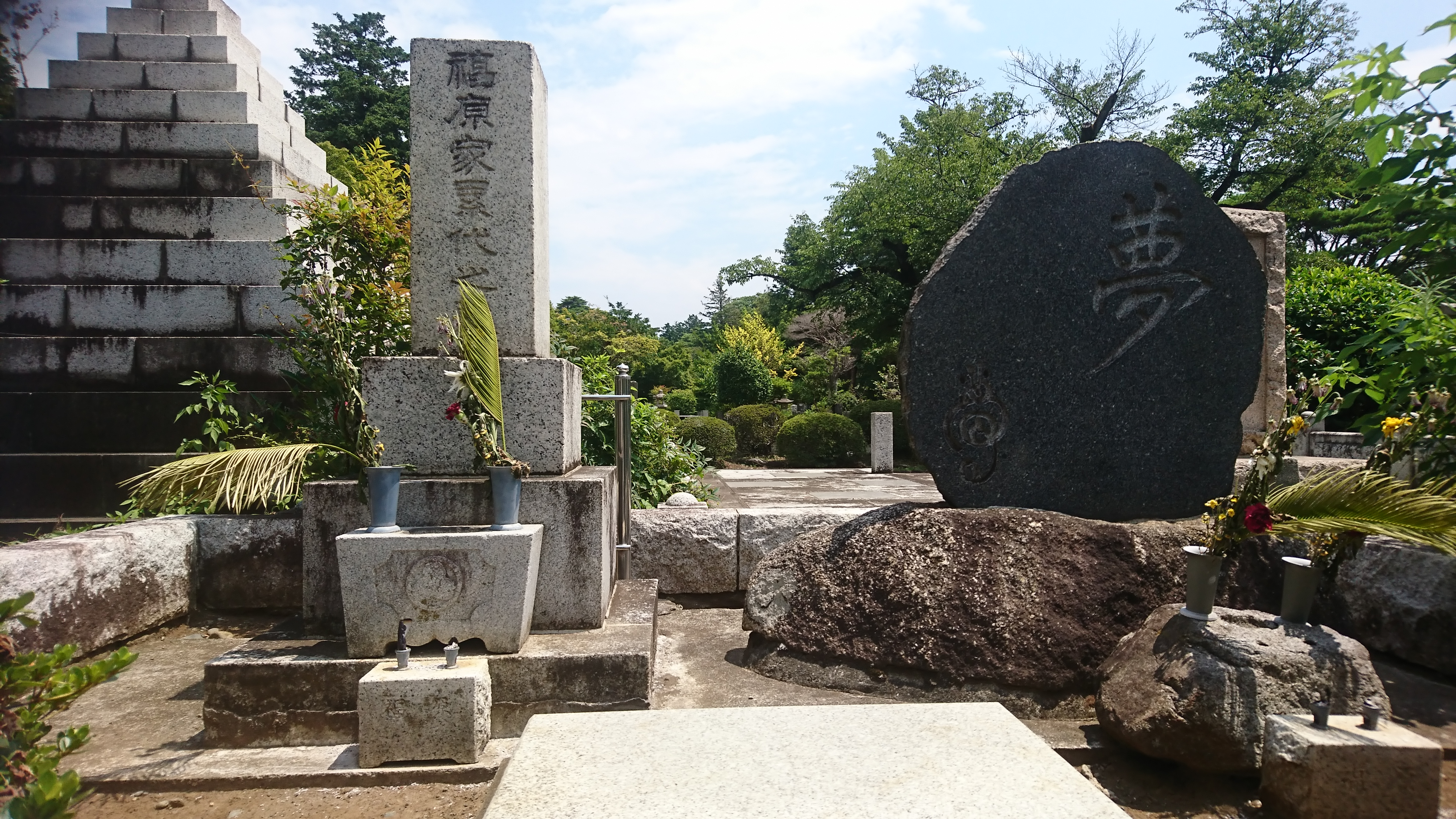
弁士・漫談家・作家・俳優徳川夢声の墓

近世後期以降の日本では、宗教や信仰上の動機とは別に、故人の墓を訪問してその人を偲び、歴史に思いを馳せることが文化として定着した。この一連の行為は「掃苔」と呼ばれ、趣味やライフワークとして掃苔を行う人々である「掃苔家」が、近代を経て現代にも存在している。
掃苔の字義は墓石に生じた苔を掃（はら）うことだが、転じて墓参りを意味するようになり、お盆前の墓参を指す秋の季語にもなった。
メディア文化史学者の阿部純は、掃苔の醍醐味とは、故人を近しい存在に感じながら、墓を媒介として、その故人を語るふりをして自己について語ることこそにあるとし、墓は掃苔家のモノローグを反射するためにあると論じている。また、書道研究者の岩坪充雄は、墓碑銘を揮毫した当時の能書家の書跡を鑑賞し、その史料的価値を確認するのも掃苔の楽しみの一つであるとしている。その他、中川八郎のように墓石により着目し、材質や形状、寸法、正面が向かう方位までを調査した例もある。
近代掃苔家の一人である藤浪（物集）和子は、掃苔という行為について次のような感想を述べている。

### 掃苔の歴史
江戸時代の貞享・元禄期から明治時代初期にかけての大阪では、市内7か所の大きな墓所を巡回して無縁仏を供養することで功徳を積む「七墓巡り」が流行した。一方で近世中後期には、追善供養よりはむしろ個人的な関心から偉人や著名人の墓を訪ね歩く「掃苔」も文人らの間で行われ、それは単に墓を訪問するだけでなく、その前で故人を回顧したり墓碑銘の拓本を取ったりするといった、典雅な趣味であった。中尾樗軒の『江都名家墓所一覧』（1818年〈文化15年〉）や暁鐘成の『浪華名家墓所集』のように、故人の業績や墓所の所在地などの情報を一覧に整理してまとめたカタログないしガイドブック的な書物である「掃苔録」も、すでに当時から作成・出版されている。江戸時代の掃苔家としては、池田英政・大田南畝・曲亭馬琴などが挙げられる。
明治維新以降
近代に入ると、掃苔家により結成された各同好団体が、墓石の形状や銘文および被葬者の略伝を紹介した同人誌や機関誌も発行するようになり、代表的なものとしては東都掃墓会の『見ぬ世の友』、東京名墓顕彰会の『掃苔』などがある。掃苔録も近世から引き続いて編集され、都市部のみならず地方の墓所に焦点を当てたものも登場した。特に藤浪和子が1940年（昭和15年）に刊行した『東京掃苔録』は593寺・2477名を収録しており、以後も再版が繰り返されている名著である。近代の著名な掃苔家には森鷗外や永井荷風らがいる。
昭和期
昭和時代戦後には文芸評論家の野田宇太郎が、それまでの掃苔を包摂しつつも訪問対象をより広げ、文豪にゆかりある地を巡り歩くという「文学散歩」を提唱・確立した。
平成以降
現代においても掃苔趣味は健在であり、平成時代には墓巡りをする人を指す語としてカジポン・マルコ・残月によって「墓マイラー」が新たに造られた。
また、霊園が著名人の墓所を明示した「霊園マップ」をあらかじめ用意しているほか、個人が掃苔の成果をインターネット上で公開する例が見られる。
2013年（平成25年）には青山霊園内の著名人の墓所情報を収録したiPhoneアプリ『掃苔之友青山』が登場し、墓所への訪問はより容易になってきている。

### 著名な掃苔家
上記文中に挙げた、掃苔家として著名な人物ないし掃苔趣味での業績がある人物の画像。

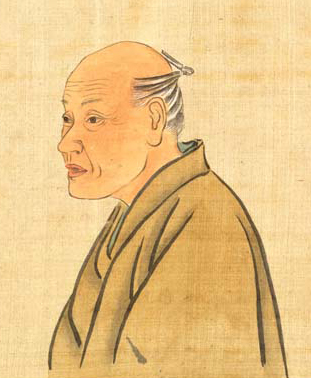
大田南畝
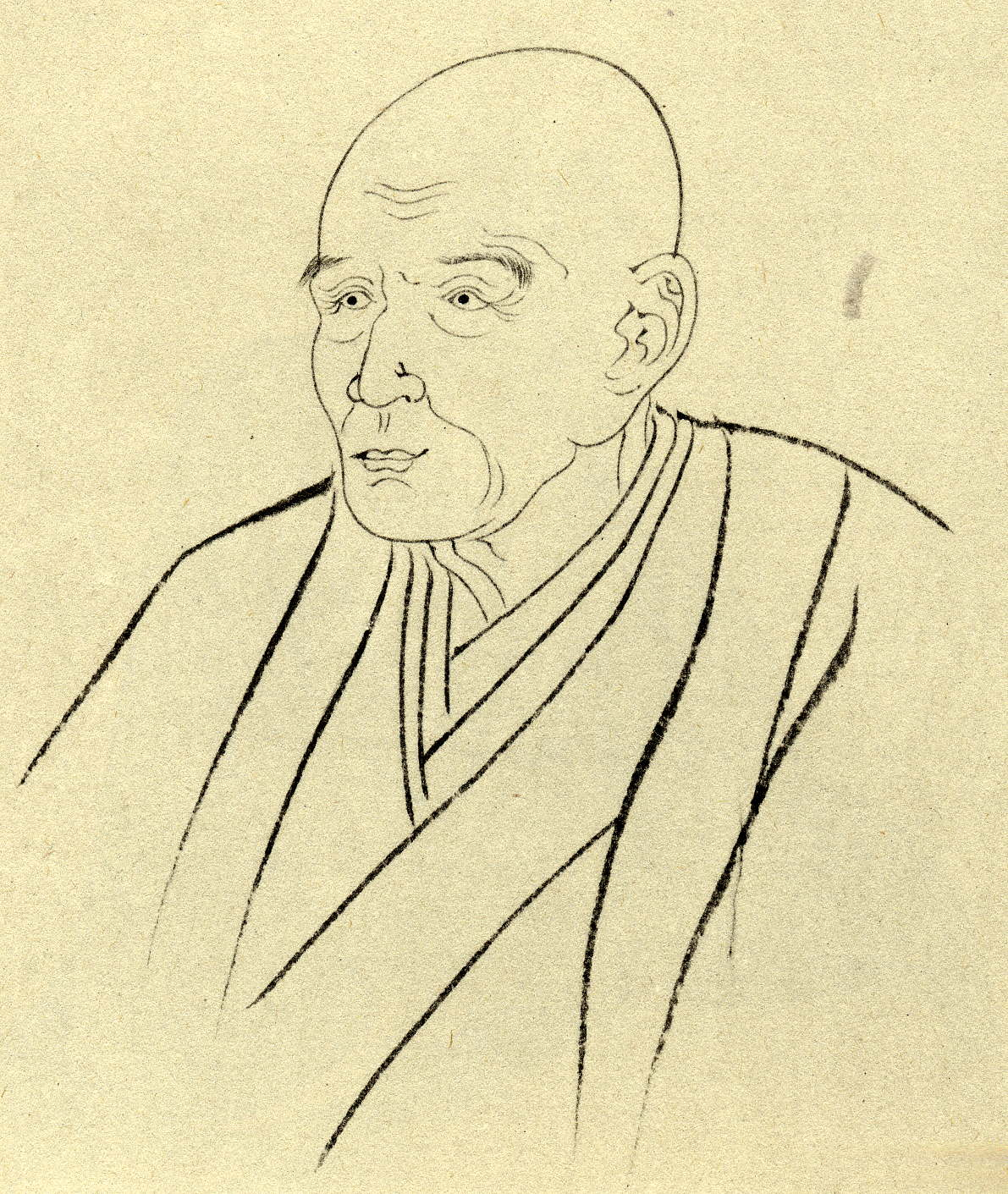
曲亭馬琴
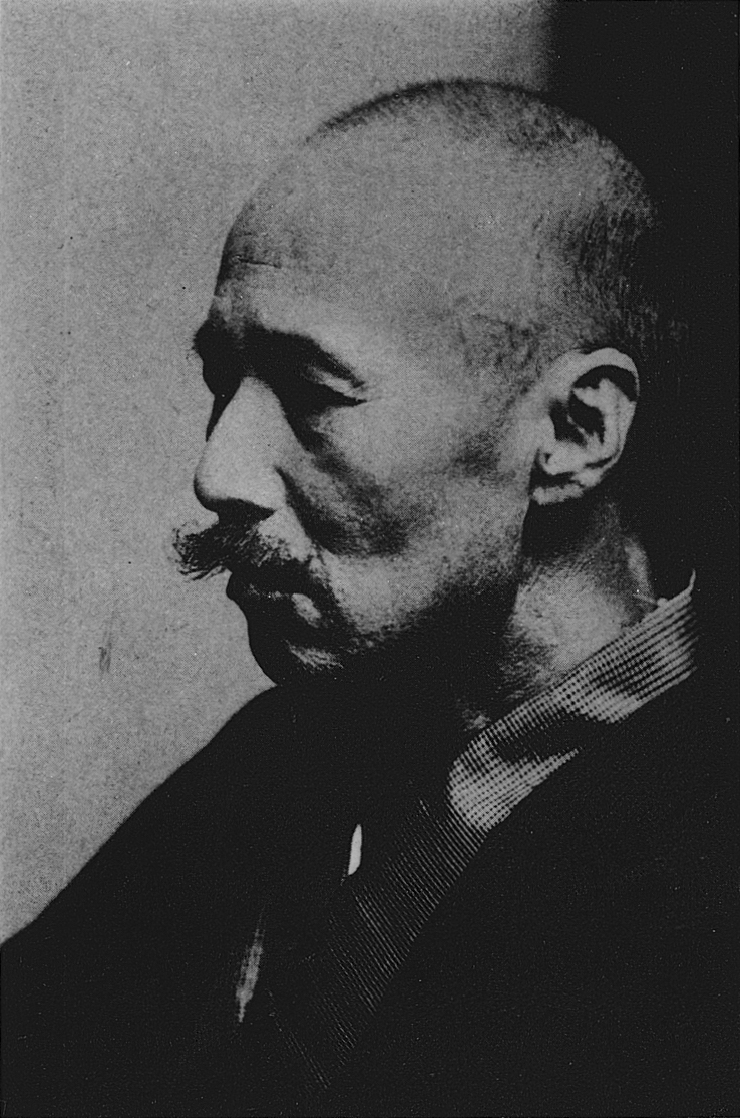
森鴎外
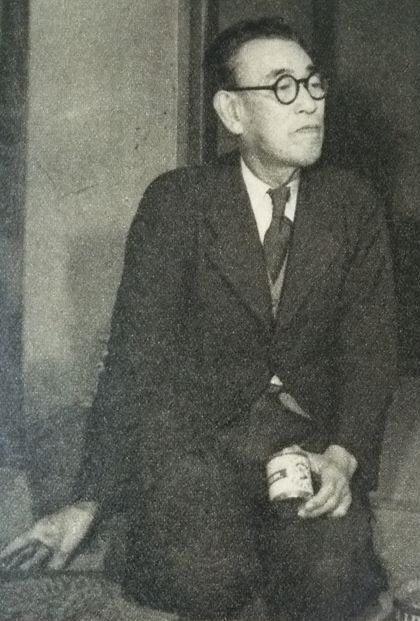
永井荷風
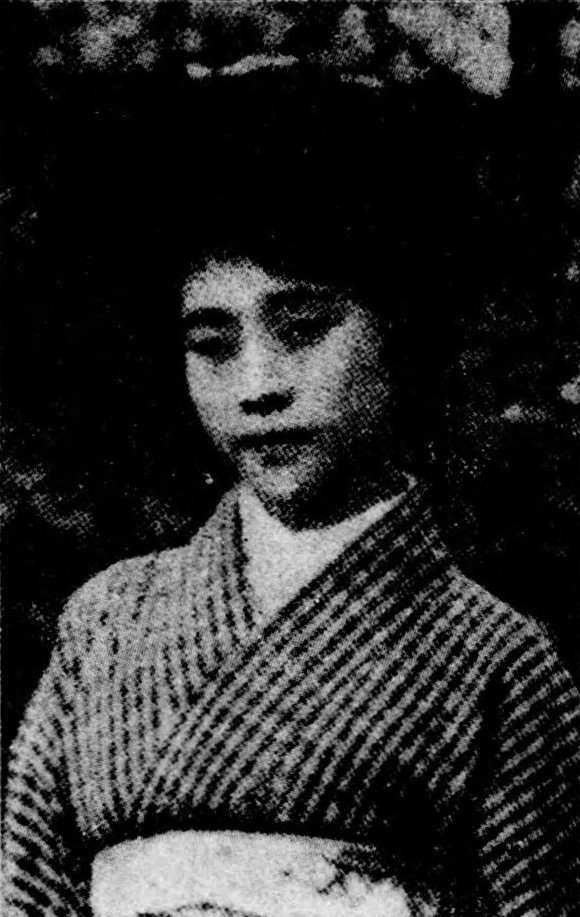
藤浪（物集）和子

## 外国の墓めぐり

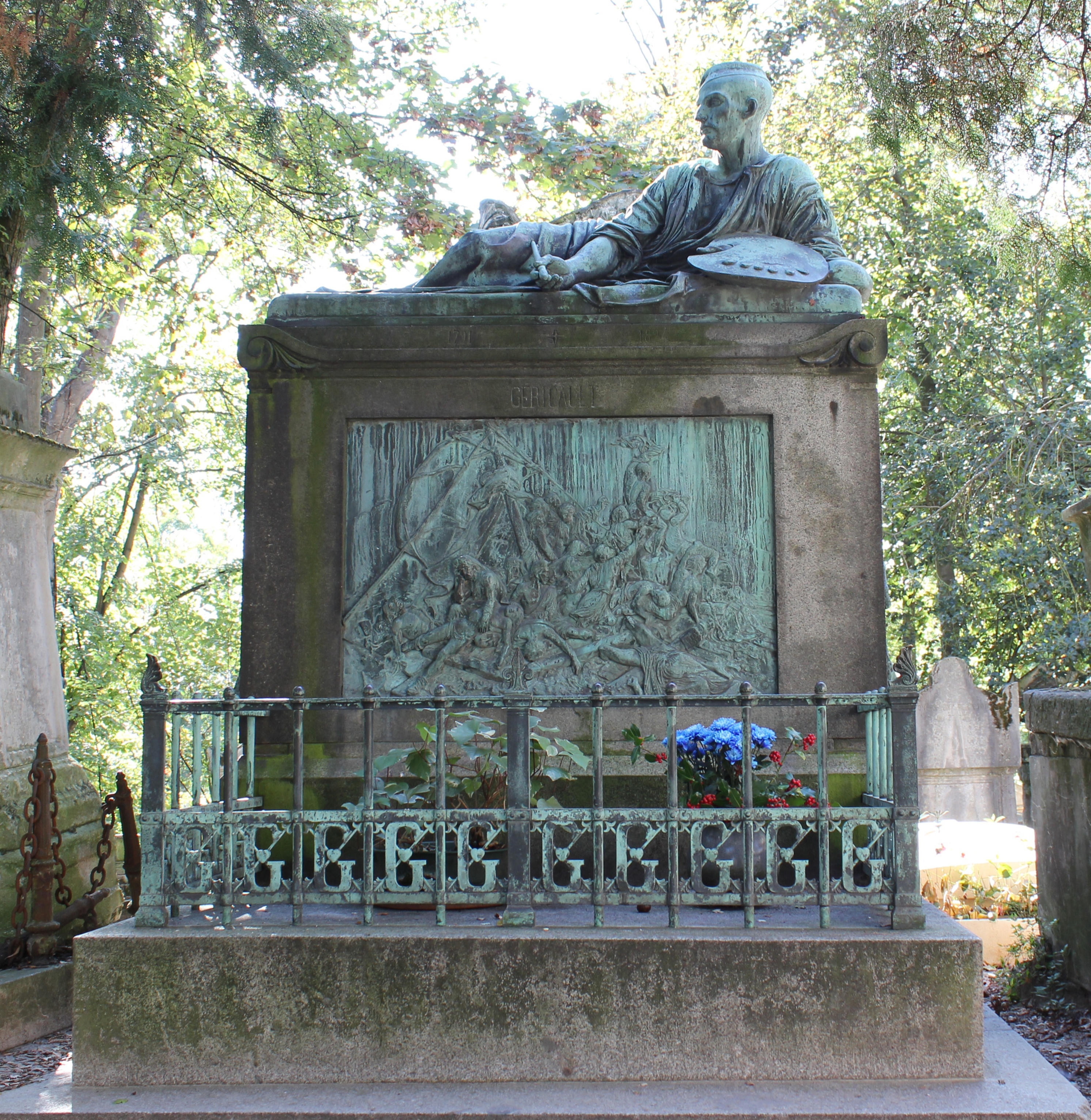
画家テオドール・ジェリコーの墓

歴史上の著名人の墓のデータベース『Interment.net』が公開されている。また、墓めぐりを趣味としたジム・ティプトンによって作られた著名人の墓を見つけるアプリ『Find a Grave』が公開されている。

### 著名な墓所
アメリカ
- アメリカ合衆国国立墓地

アメリカ合衆国政府が管理している軍人、軍関係者や民間の重要人物等が埋葬されている墓地。特に首都ワシントン近くにあるアーリントン国立墓地が有名
- ハリウッド・フォーエヴァー墓地（英語版）

エンターテイメント業界に多大な貢献をした人が埋葬される。また音楽祭、映画上映会などのイベントも開催される。
イギリス
- ウェストミンスター寺院

イギリス王家の埋葬地。王家の人間以外にも、ニュートンなどの学者や文化人、政治家が埋葬されている。
- ホーリー・トリニティ教会（英語版）

劇作家ウィリアム・シェイクスピアの墓がある。
- ハイゲイト墓地

経済学者カール・マルクスの墓、ロンドン消防隊の墓・慰霊碑の専用地があり、著名人を含む17万人が収容されている。
- グレイフライアーズ・カークヤード（英語版）

スコットランドの首都エディンバラに所在する。キリスト教徒を迫害・虐殺した領主Bloody MacKenzieの墓があり、幽霊も多数目撃され、心霊現象が起きるとされ、多くのメディアで世界最恐の心霊スポットと紹介がされる。ハリー・ポッターシリーズの作者J・K・ローリングの散歩コースであったことから、登場人物の名前として採用されたのではとされる墓碑名が多数みられる。また、忠犬として名高いグレーフライアーズ・ボビーの銅像と主人の墓などがあることから訪問客が多い。
イタリア
- サンタ・クローチェ聖堂

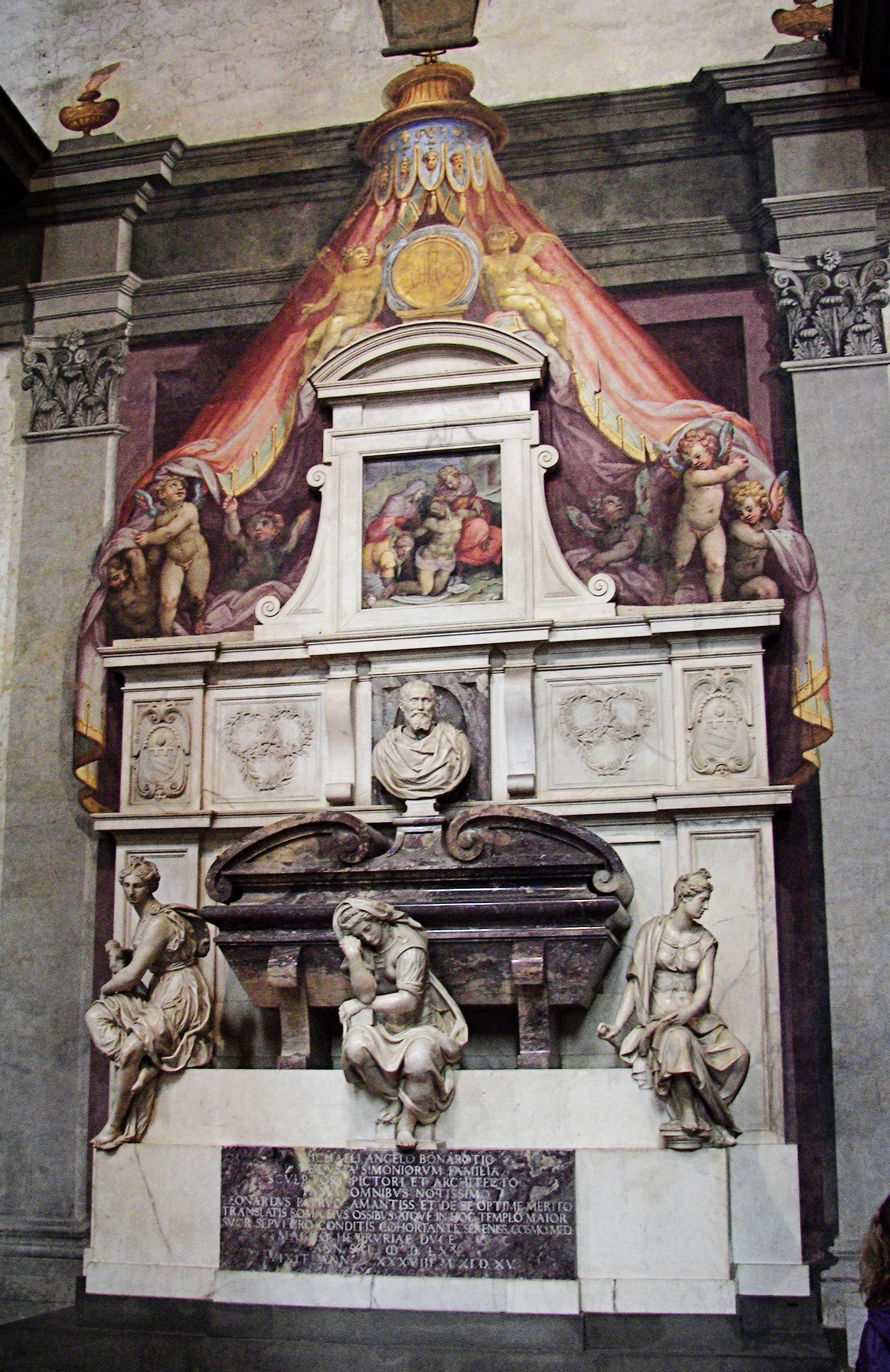
芸術家ミケランジェロ
外交官マキャヴェッリ
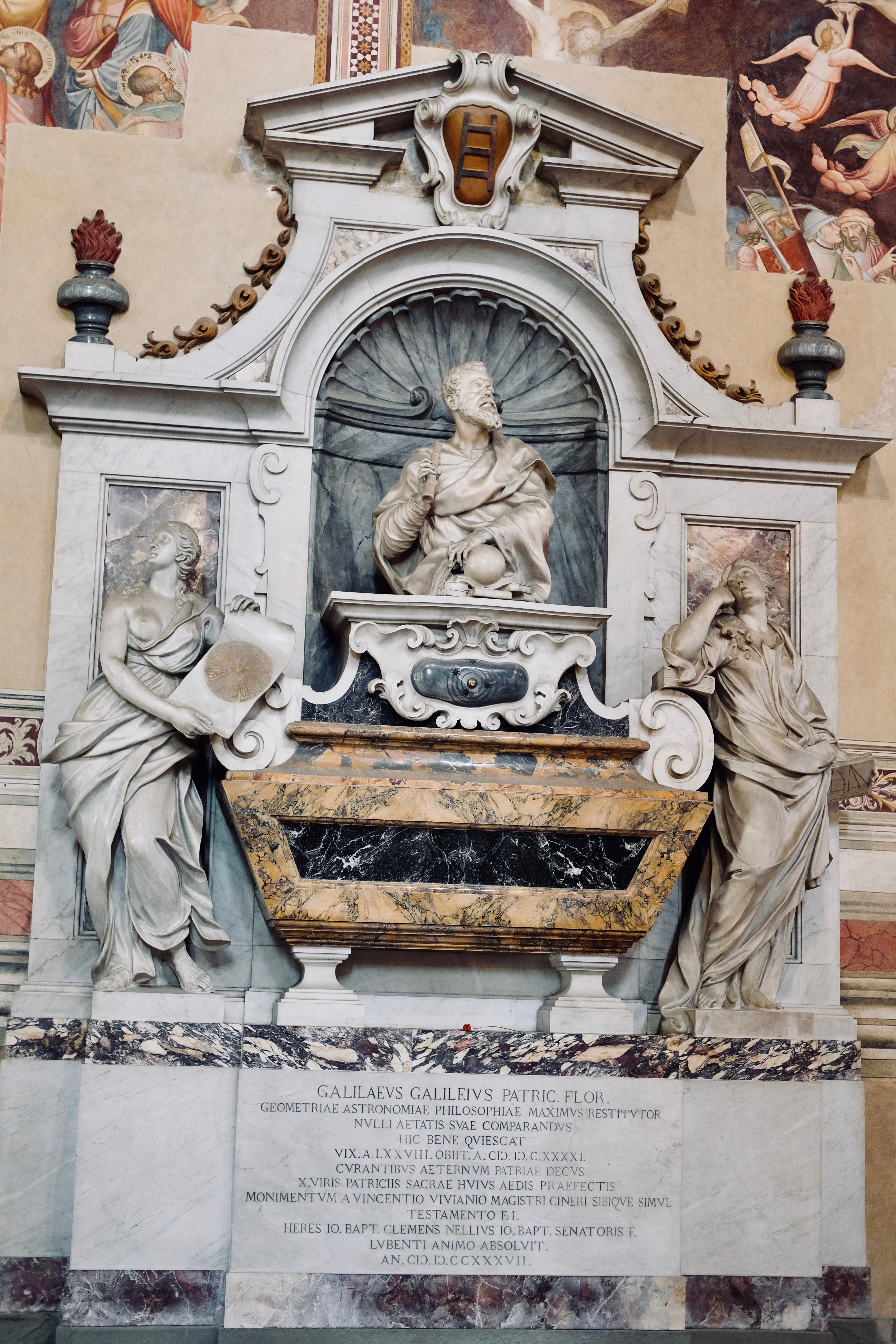
科学者ガリレオ・ガリレイ

スイス
- ムーリ修道院（ミューリ） - 初期のハプスブルク家の墓所

オーストリア
- カプツィーナー納骨堂‐ ハプスブルク家の墓所
- ウィーン中央墓地

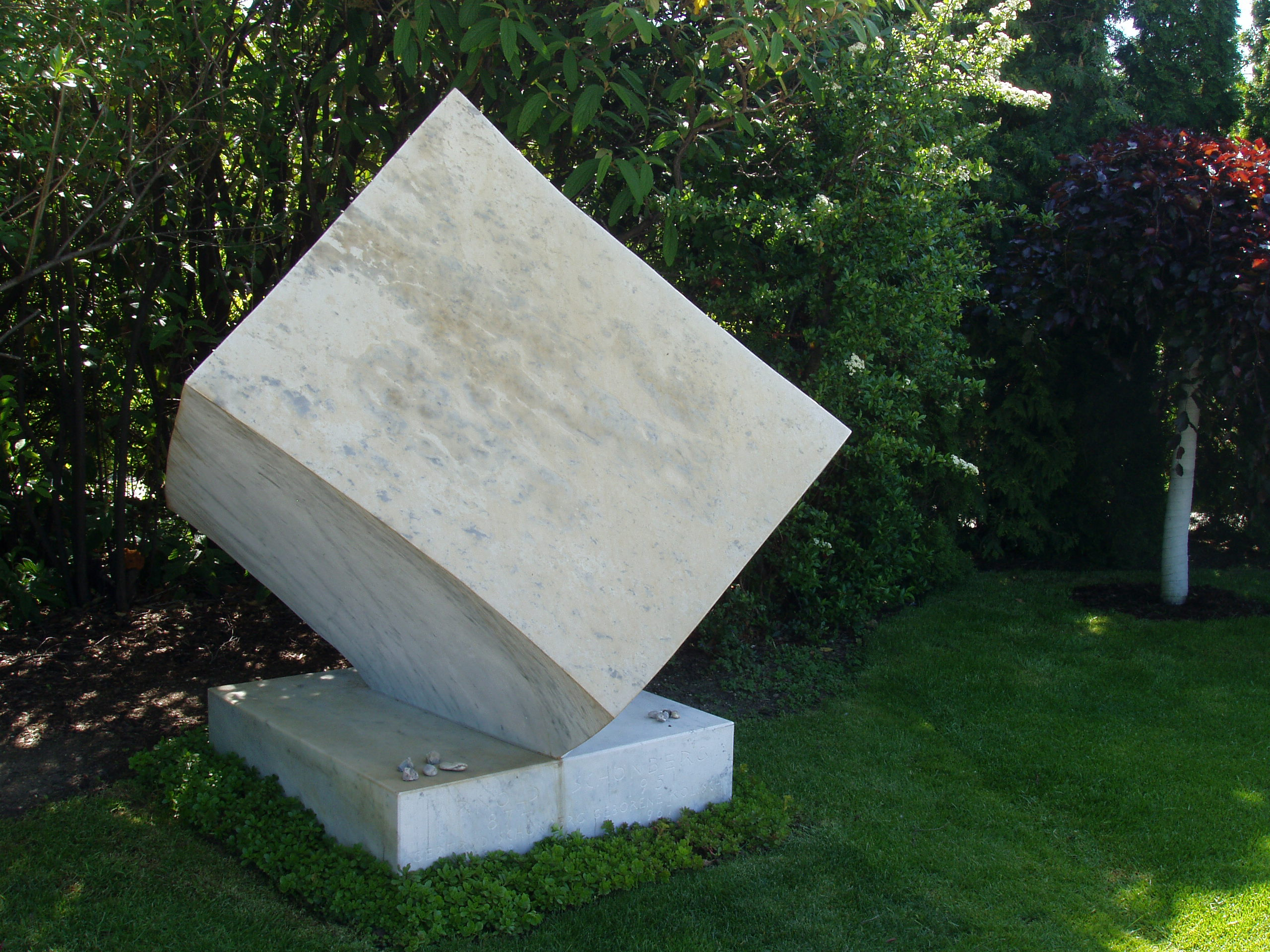
作曲家アルノルト・シェーンベルクの墓
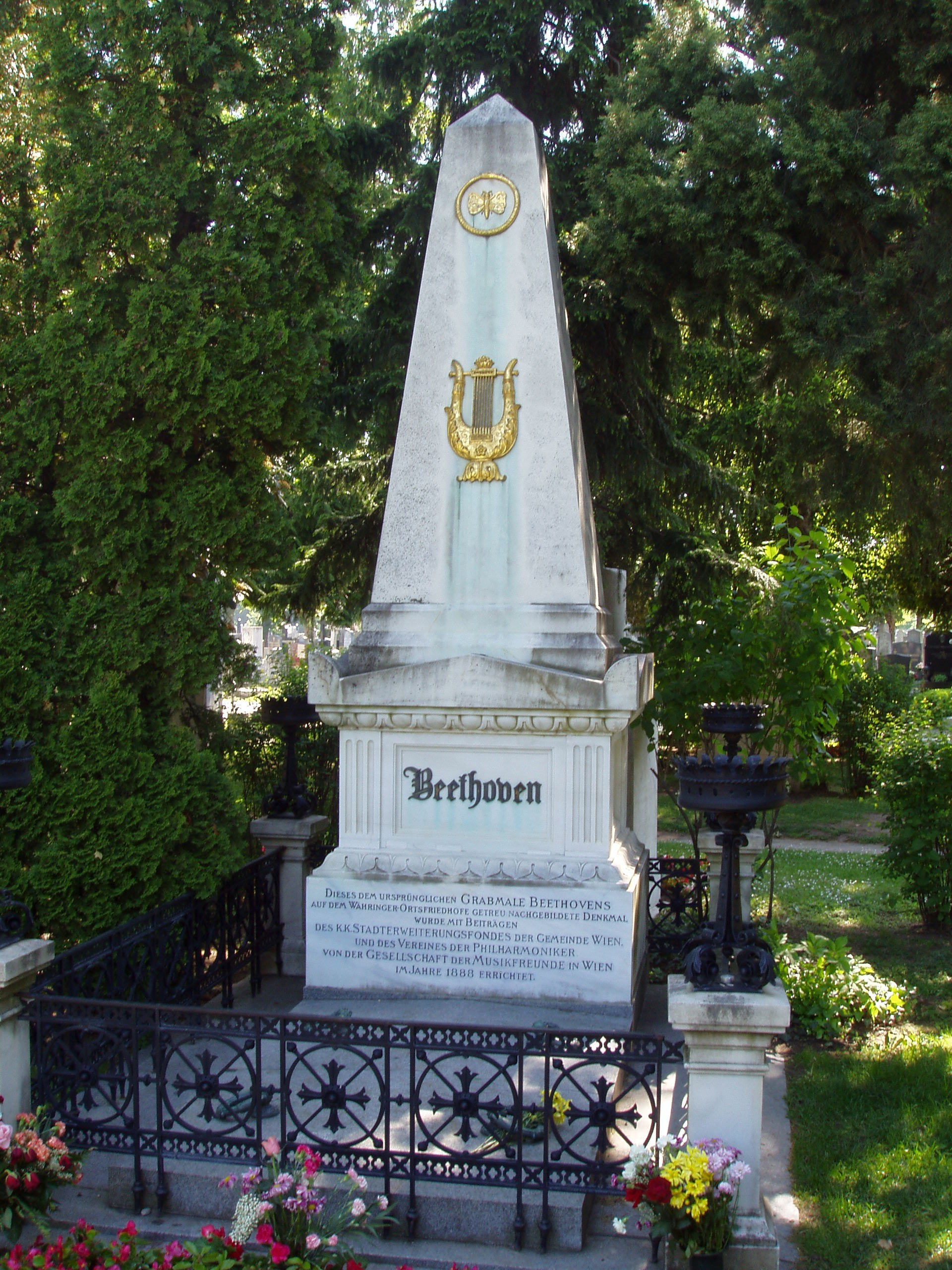
作曲家ベートーヴェンの墓
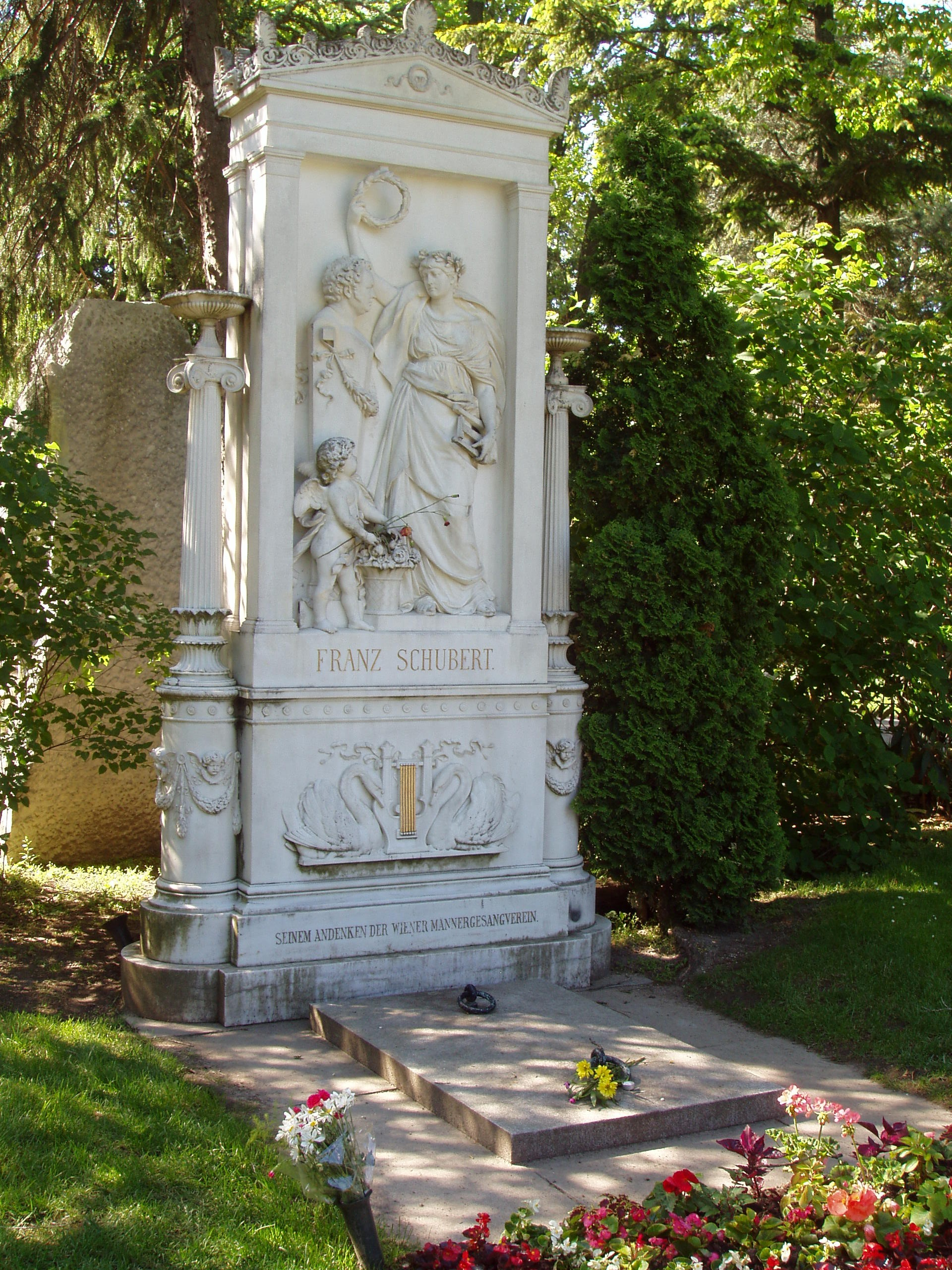
作曲家フランツ・シューベルトの墓
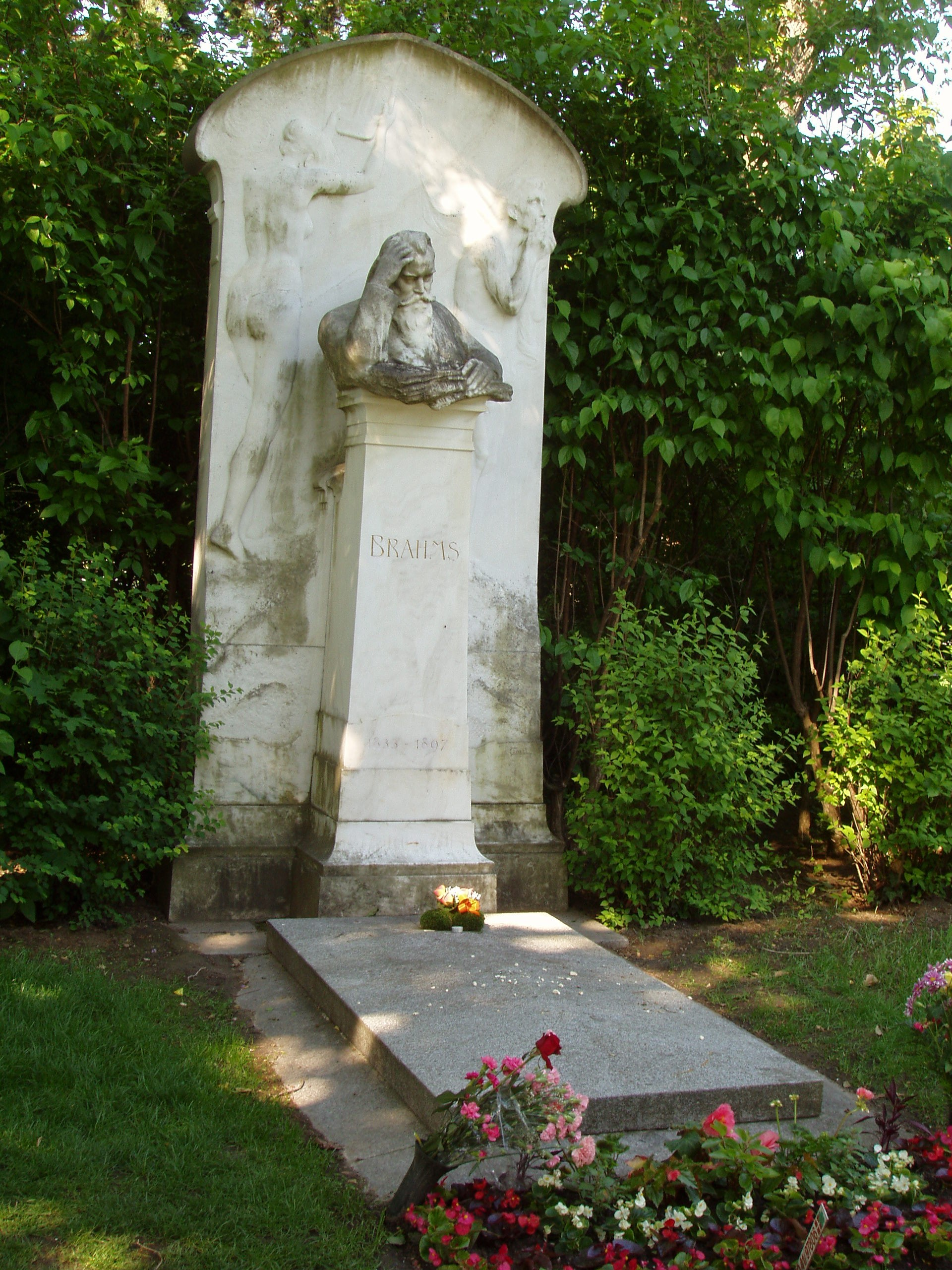
作曲家ヨハネス・ブラームスの墓
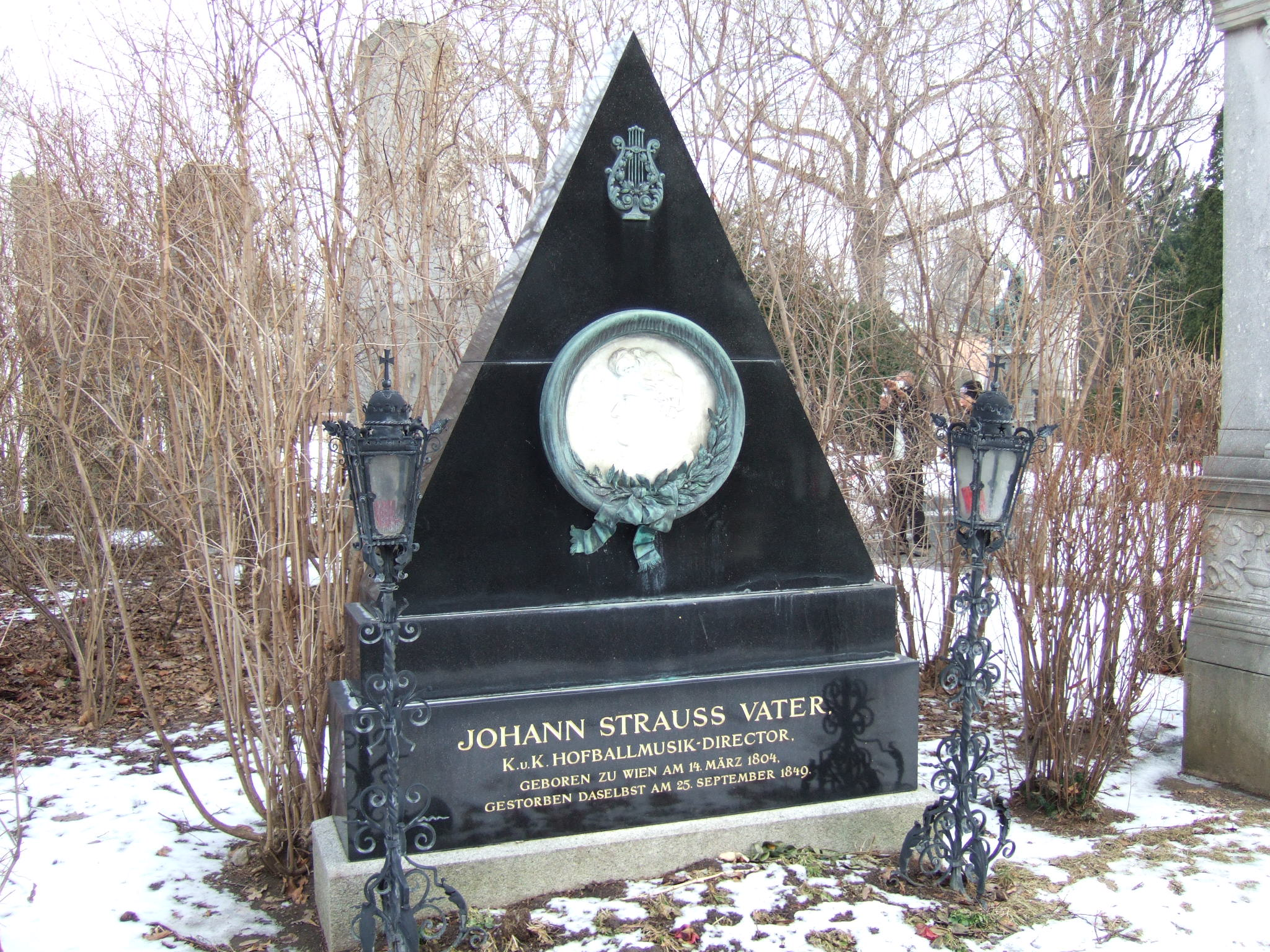
作曲家ヨハン・シュトラウス1世の墓
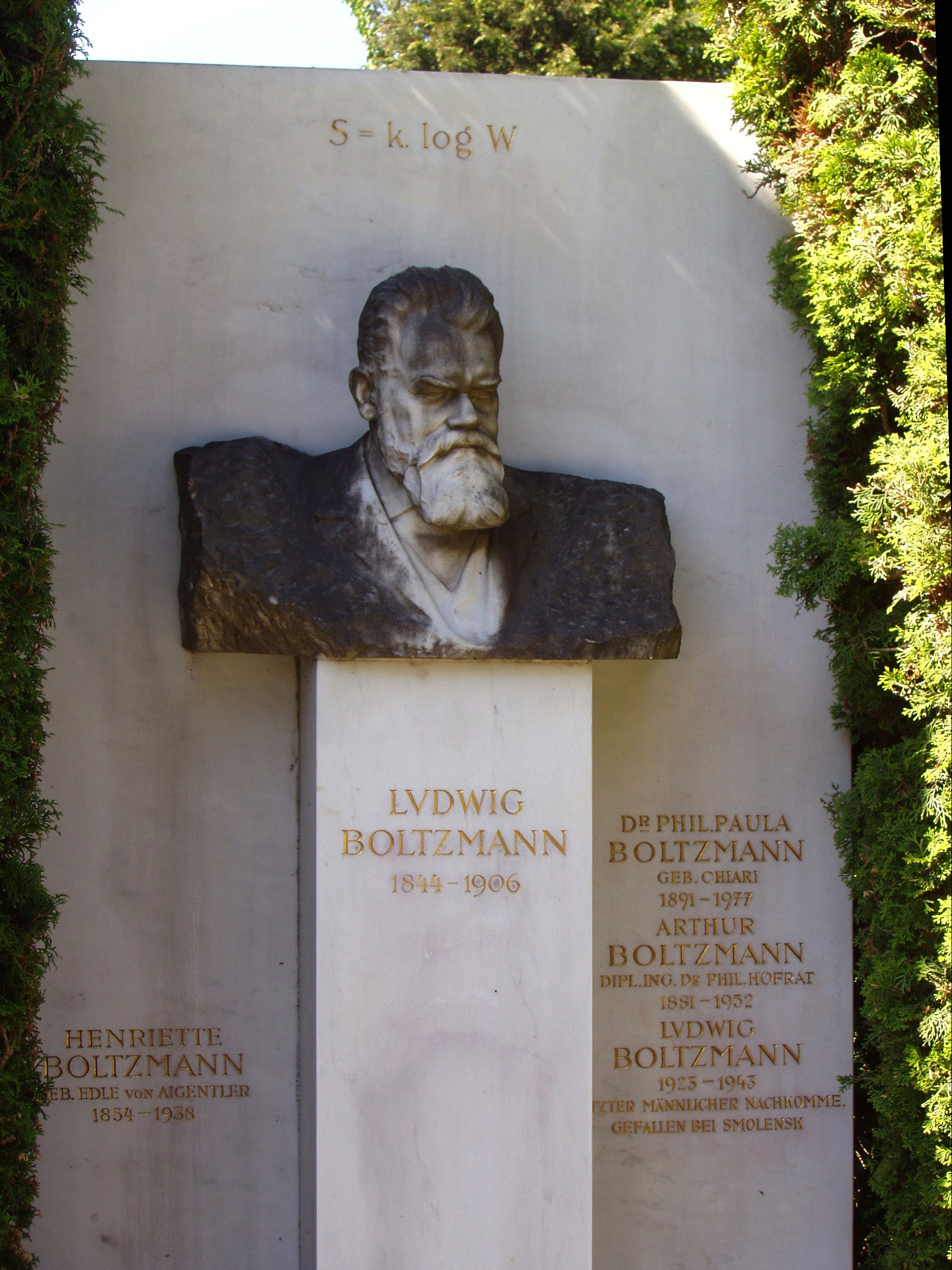
物理学者ルートヴィッヒ・ボルツマンの墓
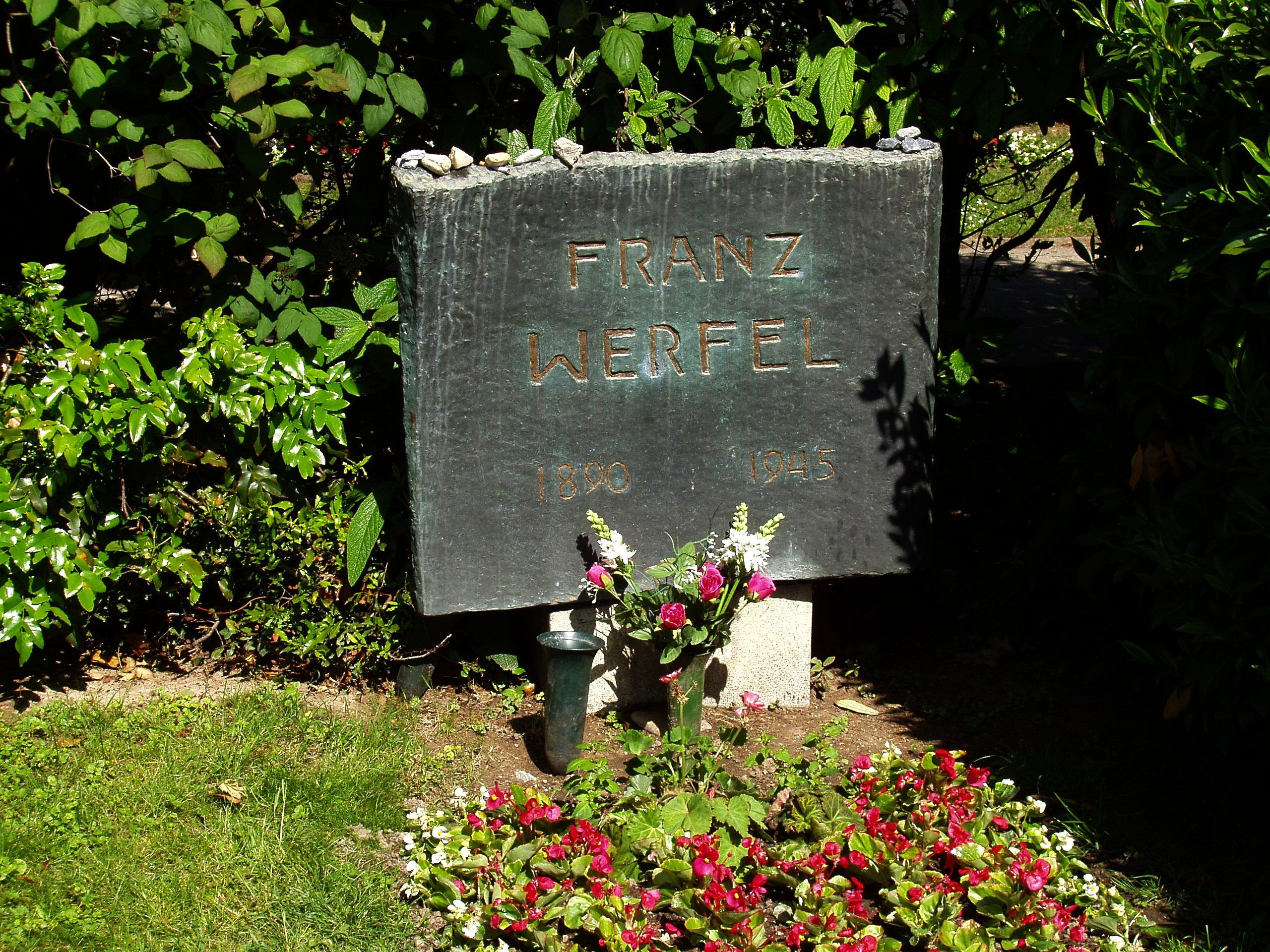
作家フランツ・ヴェルフェルの墓

フランス
- サン＝ドニ大聖堂

歴代フランス王家の埋葬地
- パンテオン

フランスに貢献した偉人のみが埋葬される墓所
- オテル・デ・ザンヴァリッド

軍病院・教会。ナポレオン・ボナパルト、要塞建築と攻略の名将ヴォーバンなどの軍関係者の墓所
- ペール・ラシェーズ墓地

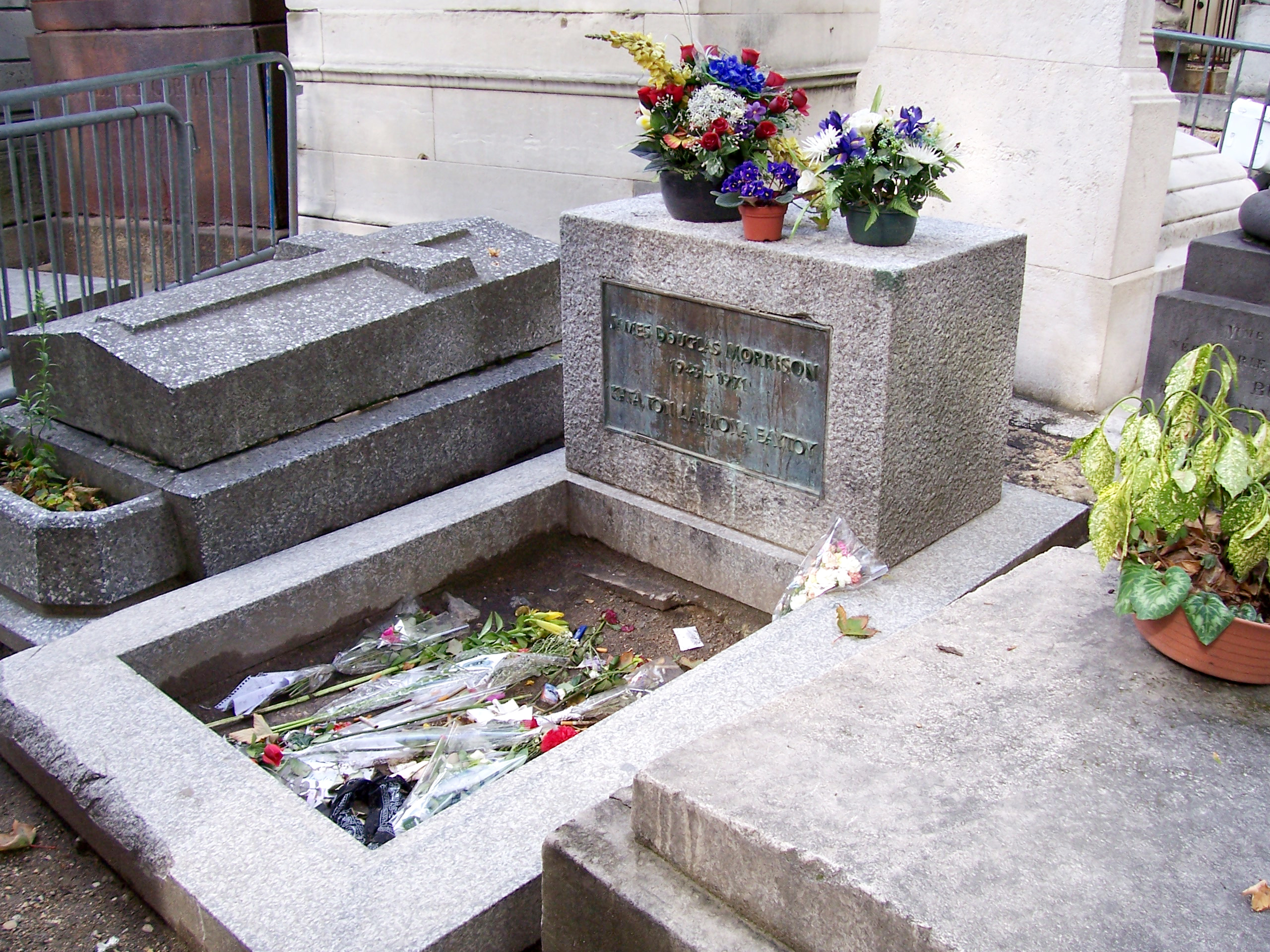
音楽家ジム・モリソン
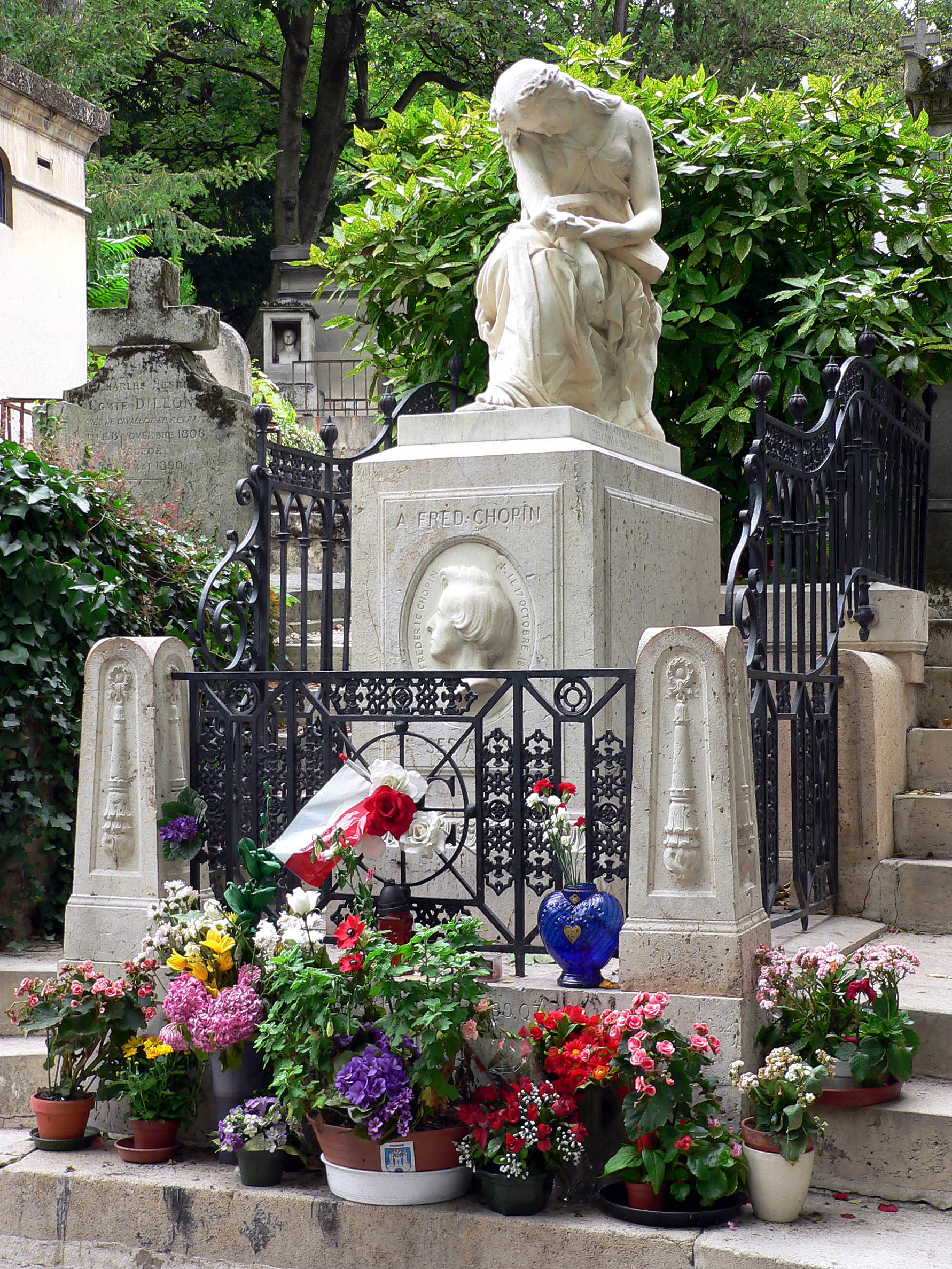
作曲家ショパン
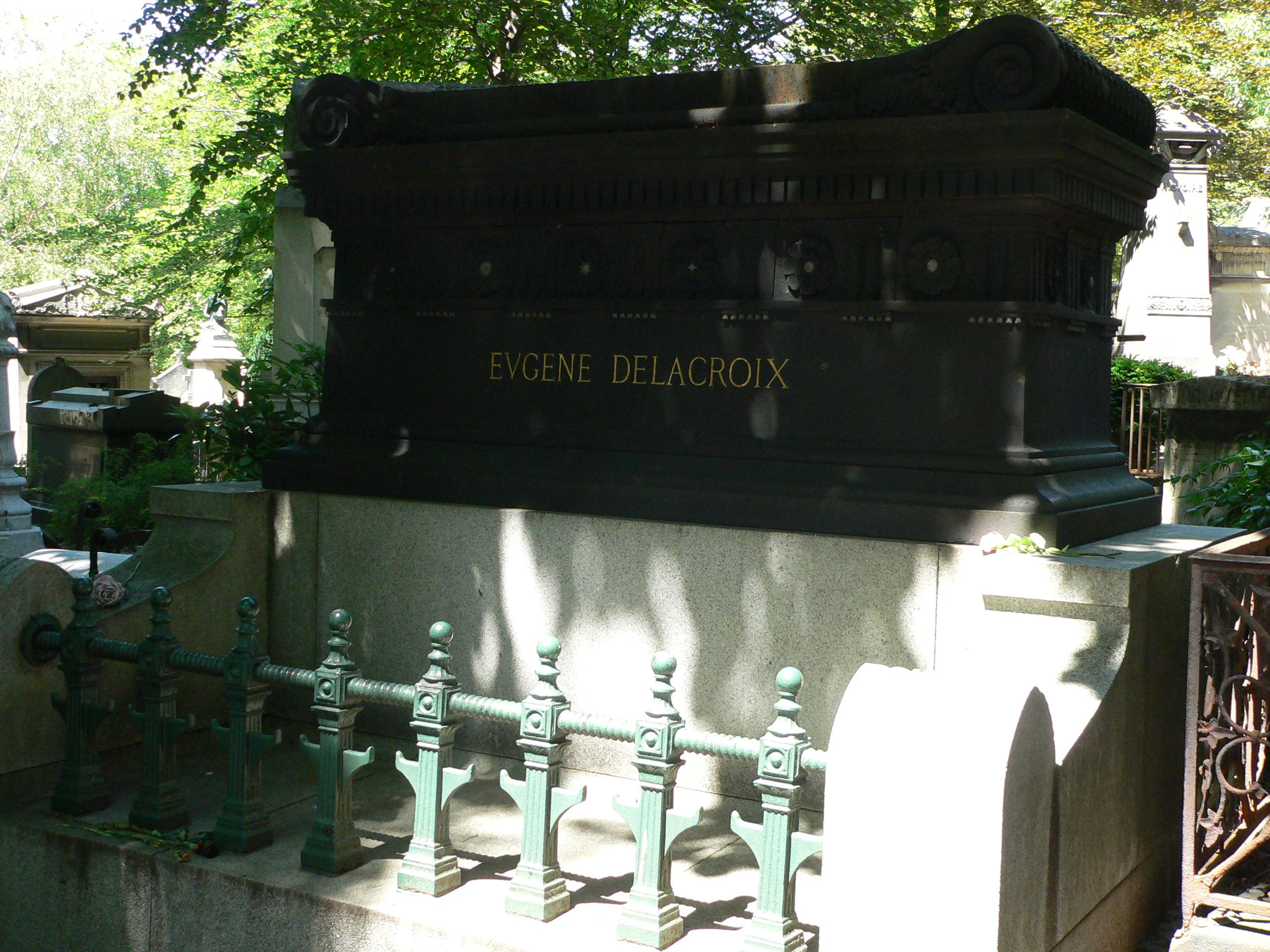
画家ドラクロワ
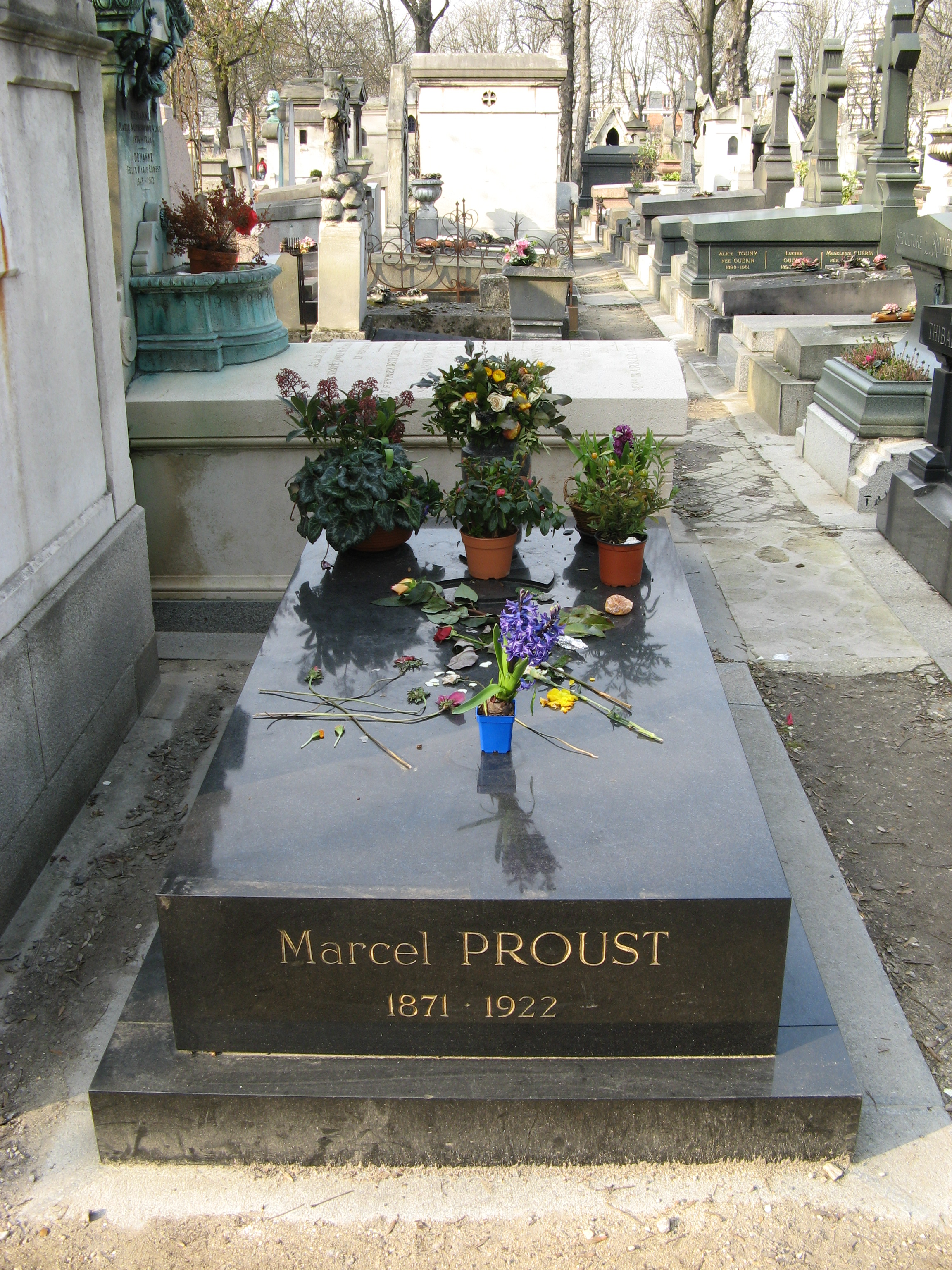
作家マルセル・プルースト
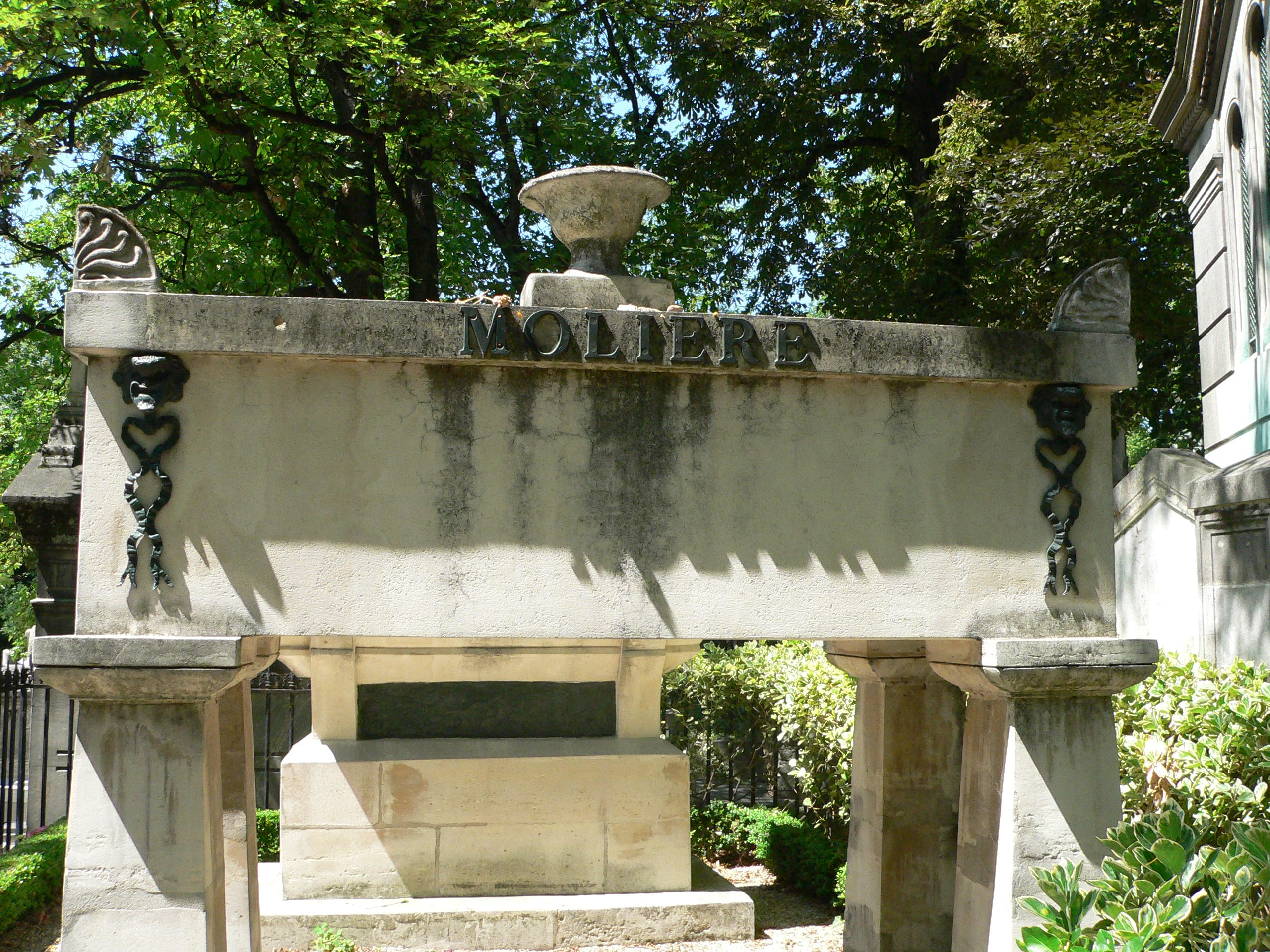
作家モリエール
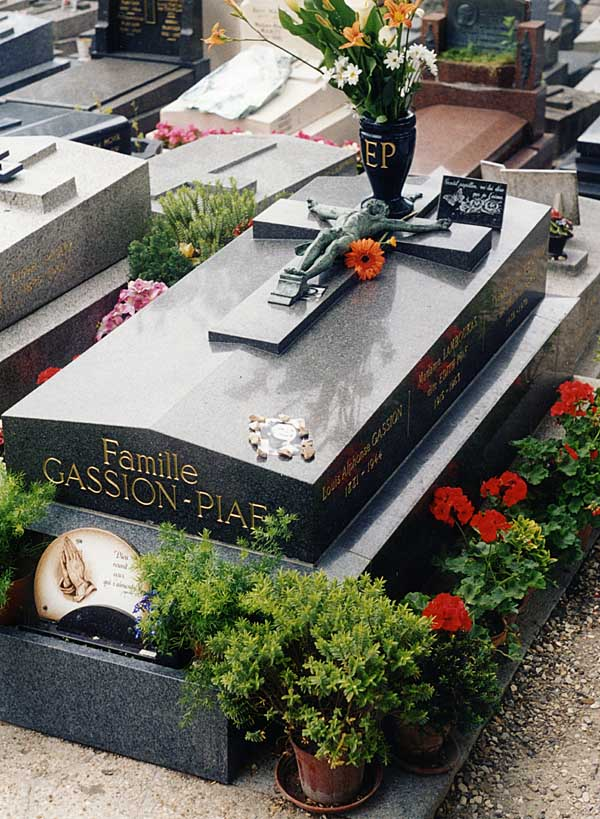
歌手エディット・ピアフ
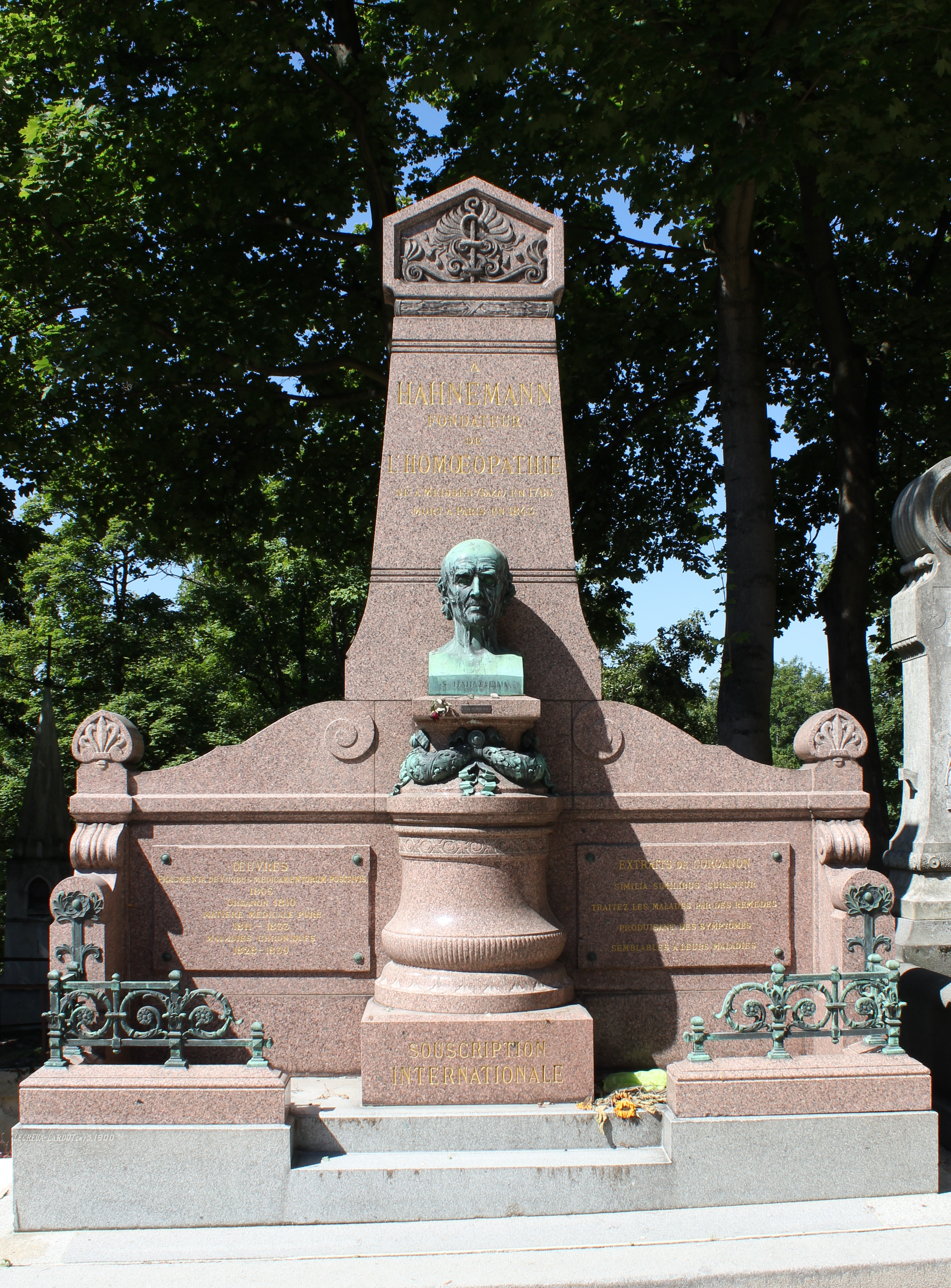
医師・作家ザムエル・ハーネマン

ロシア
- チフヴィン墓地（英語版）

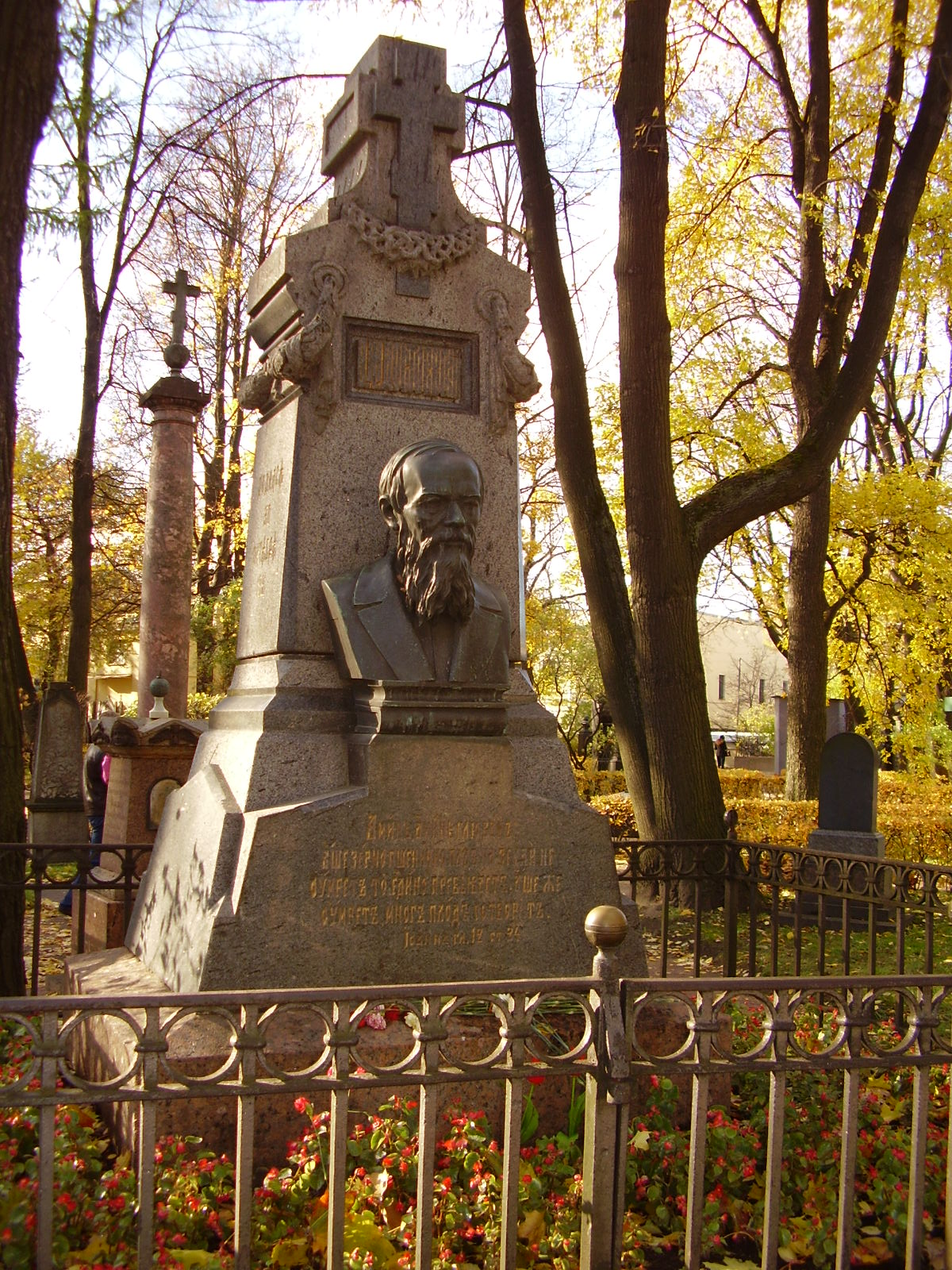
小説家フョードル・ドストエフスキー
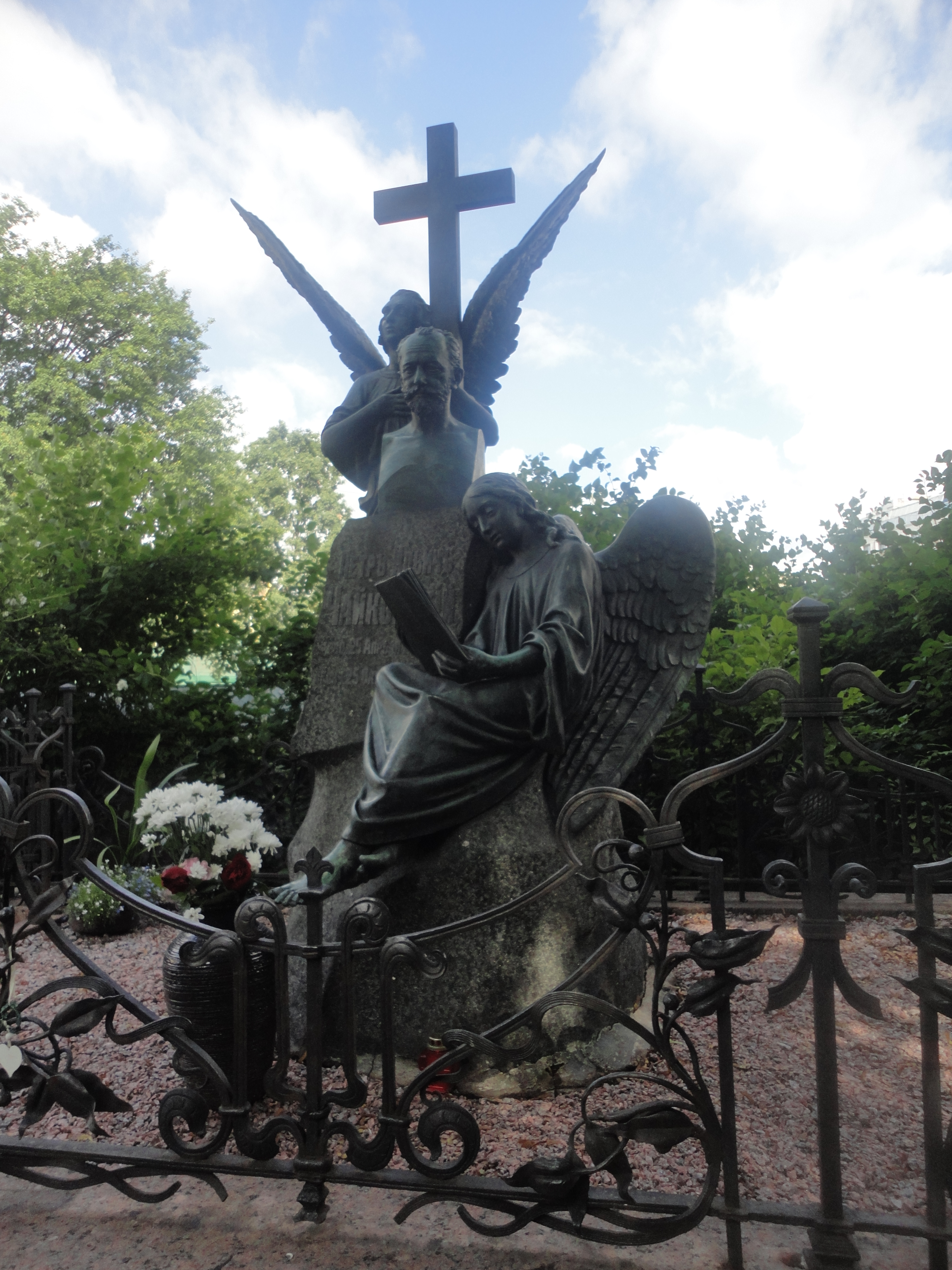
作曲家チャイコフスキー

日本
- 青山霊園
- 多磨霊園
- 谷中霊園
- 雑司ヶ谷霊園
- 染井霊園
- 小平霊園
- 八柱霊園

## 法律・マナー
墓所は故人を偲ぶ場所である。そのため、法律を遵守し、敬意と墓地に対するマナーが求められる。
日本では、「亡くなった有名人の墓を訪ね歩く「墓マイラー」 法的な問題はないのか？」という弁護士ドットコムの記事において、「お墓にあるものを持って帰ることは窃盗罪（刑法235条）、墓前で騒ぐことは、不敬な態様であれば礼拝所不敬罪（刑法188条）にあたる可能性があります」という回答がある。
また、故意に墓石を損壊した場合は器物損壊罪に問われる。
非公開や立ち入り禁止の場所もあるので、参拝前に確認を行う。非公開の場所へ無許可で立ち入ると住居・建造物侵入罪になる場合もある。
そのほかに、写真を撮る場合は、取られたくない人などに配慮を行う。お供え物は、墓所の管理者でも処分に困るので持ち帰る。お酒をかけると墓石が痛むので、控えるか、どうしてもかけたい場合は水で洗い流すなどを行う。